# Biscogniauxia weldenii
Biscogniauxia weldenii är en svampart. Biscogniauxia weldenii ingår i släktet Biscogniauxia och familjen kolkärnsvampar.

## Underarter
Arten delas in i följande underarter:
- microspora
- weldenii